# Не молилася за мене…
«Не молилася за мене…» — вірш Тараса Шевченка, написаний ним 1850 року в Оренбурзі.

## Написання
Збереглися чистові аавтографи вірша: чистовий автограф у «Малій книжці»; чистовий автограф у «Більшій книжці». Автографи не датовані.
Вірш датується дослідниками за місцем автографа у «Малій книжці» серед творів 1850-го (під № 3 у першому зшитку за 1850 рік) та часом перебування Шевченка в Оренбурзі у 1850-го, орієнтовно: січень — квітень 1850 року, та місцем написання — Оренбург.
Найраніший відомий текст — автограф у «Малій книжці», до якої вірш переписано в Оренбурзі з невідомого автографа на початку 1850 року, не пізніше 23 квітня — дня арешту Шевченка. Під час переписування поет вніс виправлення у рядки 13, 36, 38. Згодом, найімовірніше 1857 року, наприкінці перебування на засланні в Новопетровському укріпленні, Шевченко вписав 43-й рядок («Вони ж неситії, пузаті»). У 1858 році, не раніше 18 березня і не пізніше 22 листопада, Шевченко переписав вірш з виправленнями у рядках 14 і 40 — 42 з «Малої книжки» до «Більшої книжки», текст якої остаточний.
З «Малої книжки» вірш переписано до рукописного списку невідомої особи з окремими, за свідченням О. Я. Кониського, виправленнями Шевченка кінця 1850-х років, що належав Л. М. Жемчужникову і тепер не відомий. Наведені з нього О. Я. Кониським рядки 13 — 14 та 40 — 43 відповідають тексту «Малої книжки», проте один з них, рядок 42, подано з помилкою: «І власть панам в твоєму раю» (замість «І вдасть панам в тво[ї]м раю», як у «Малій книжці»), що виникла в списку внаслідок неправильного прочитання автографа поета.

## Публікація
Вперше вірш надруковано без одинадцяти останніх рядків (40 — 51) в альманасі П. О. Куліша «Хата» 1860 року (СПб., стор. 83 — 84) під довільною редакційною назвою «Хатина» та з помилковим позначенням місця написання твору: «1850, над Каспієм».
Вперше вірш введено до збірки творів у виданні: «Кобзарь Тараса Шевченка / Коштом Д. Е. Кожанчикова» 1867 року (СПб., стор. 550 — 551) за першодруком.
Повний текст вперше опубліковано у виданні: «Кобзар з додатком споминок про Шевченка Костомарова і Микешина» 1876 року (Прага, стор. 150 — 151 (подано за «Більшою книжкою»)).

## Сюжет
Вірш пройнятий елегійним настроєм. Спогади раннього дитинства поєднуються з нездійсненою мрією про тихе родинне щастя з Оксаночкою «безталанною», подругою дитячих літ. Поет висловлює невдоволення собою за нарікання на долю в хвилини слабкості у тяжких умовах заслання. Причини, що стоять на заваді здійснення надій, Шевченко вбачає в умовах соціальної нерівності. Докори богові, який несправедливо розподілив благо між «панами» і «людьми», поєднуються з гострими виступами проти панів, «неситих», «пузатих», що «На рай твій, господи, плюють / І нам дивитись не дають / З убогої малої хати».